# Tušická Nová Ves
s
Tušická Nová Ves (Hongaars: Tusaújfalu) is een Slowaakse gemeente in de regio Košice, en maakt deel uit van het district Michalovce.
Tušická Nová Ves telt 556 inwoners.